# Івашинівка
Іваши́нівка — село в Україні, у П'ятихатській міській громаді Кам'янського району Дніпропетровської області.
Колишній центр Івашинівської сільської ради. Населення — 777 мешканців.

## Географія
Село Івашинівка знаходиться на відстані 1,5 км від села Семенівка і за 4,5 км від міста П'ятихатки. По селу протікає висихний струмок з загатою. До села примикає великий садовий масив. Поруч проходять автомобільна дорога Т 0419 і залізниця, станція Жовті Води I за 3 км.

## Історія

### Запорозька Січ
До 1775 року землі майбутньої Івашинівки входили до складу Кодацької паланки Війська Запорозького Низового.

### У  складі Російської імперії
1850 — дата заснування. 
В кінці XIX - на початку XX ст. на місці сучасної Івашинівки існували два окремих села Саксаганської волості Верхньодніпровського повіту Катеринославської губернії:
- Івашинівка (Ошкалівка)
- Іванівка.

1858 року в Івашинівці - 188 мешканців, Іванівці - 48 мешканців.  
1902 року в Івашинівці - 23 двори, 141 мешканець, Іванівці - 11 дворів, 76 мешканців.
1908 року в Івашинівці - 20 дворів, 124 мешканця, Іванівці - 11 дворів, 77 мешканців. 
1903 року біля Івашинівки  дворянин і землевласник Костянтин Гнатович Ошкало мав економію і сад-парк площею до 100 десятин.
1904 року К.Г. Ошкало заклав новий сад і це коштувало йому 200 тисяч рублів. . 
1910 року К.Г. Ошкало мав найбільше в губернії садове господарство площею 200 десятин, яке складалося з 160 десятин промислового саду та 40 десятин дослідно-аматорського саду. В останньому нараховувалося понад 1000 сортів яблунь і груш. Переважна більшість дерев в промисловому саду складалася з яблунь, причому половина належала до сорту Ренет Симиренка, чверть - Пармен зимовий золотий. Ошкало на Південно-Російській сільськогосподарській, промисловій і кустарній виставці в Катеринославі в 1910 році виставив близько 50 сортів яблук і 70 сортів груш і отримав за це Велику золоту медаль..
1912 року він володів тут 1865 десятинами землі. 

### Радянська окупація України
1918 року на основі привласненої радянською владою економії і саду Ошкала було створено радгосп «Зелений Яр», підпорядкований Катеринославському губземвідділу.  У 1930 році було збудовано винокурню кустарного типу. 
1923 року в селі було створено перший ТСОЗ під назвою «Перебудова», який об’єднав 13 одноосібних господарств. А в 1930 році на виселку Васькова було створено другий ТСОЗ під назвою «Вільний лан», який об’єднував 7 господарств. У 1930 році ТСОЗи об’єдналися в одне колективне господарство, якому було дано назву «Веселий Лан». 
1925 року населені пункти в межах сучасної Івашинівки відносилися до Красно-Іванівської сільради Саксаганського району Криворізької округи:
- радгосп «Зелений Яр» - 17 мешканців, 337 десятин землі, паровий млин;
- Івашинівка - 306 мешканців, 732 десятин, 3 вітряка, кузня, школа;
- Іванівка - 162 мешканця, 272 десятин, 8 вітряків, кузня.

1956 року було закінчено будівництво будинку культури.  
1960 року було збудовано новий винний завод, який випускав продукцію з написом «Виробник р-п Зелений Яр».  
1964 року площа садів становила 620 га. 
У 1980-х роках площа садів розширилась до 800 га, урожай яблук за рік становив 6000 т, кісточкових – 200 т. Винний завод за рік випускав 400 т кріпленого соку. Середня чисельність робітників була 500 чоловік. Енергоресурс радгоспу – 42 трактори, 33 автомашини. В ці роки було збудовано гуртожиток для сезонних робітників на 100 місць, виконано капітальний ремонт будинку культури. 

## Населення

### Мова
Розподіл населення за рідною мовою за даними перепису 2001 року:
| Мова            | Відсоток |
| --------------- | -------- |
| українська      | 89,6 %   |
| російська       | 9,9 %    |
| інші/не вказали | 0,5 %    |

## Економіка
- ТОВ «Зелений Яр».

## Об'єкти соціальної сфери
- Школа.
- Дитячий садок.
- Фельдшерсько-акушерський пункт.

## Пам'ятки
- Конюшня (стайня) економії Ошкала К.Г. Кінець XIX - поч. XX ст.
- Могили воїнів Червоної Армії, загиблих в 1943,1944 роках у Другій Світовій війні. Пам'ятник 1957 року.
- Пам'ятник на могилі льотчика Василя Павловича Кобякіна, що загинув 20 жовтня 1943 року
- Будинок культури. Побудовано в 1956 році, капітальний ремонт в 1980-х роках

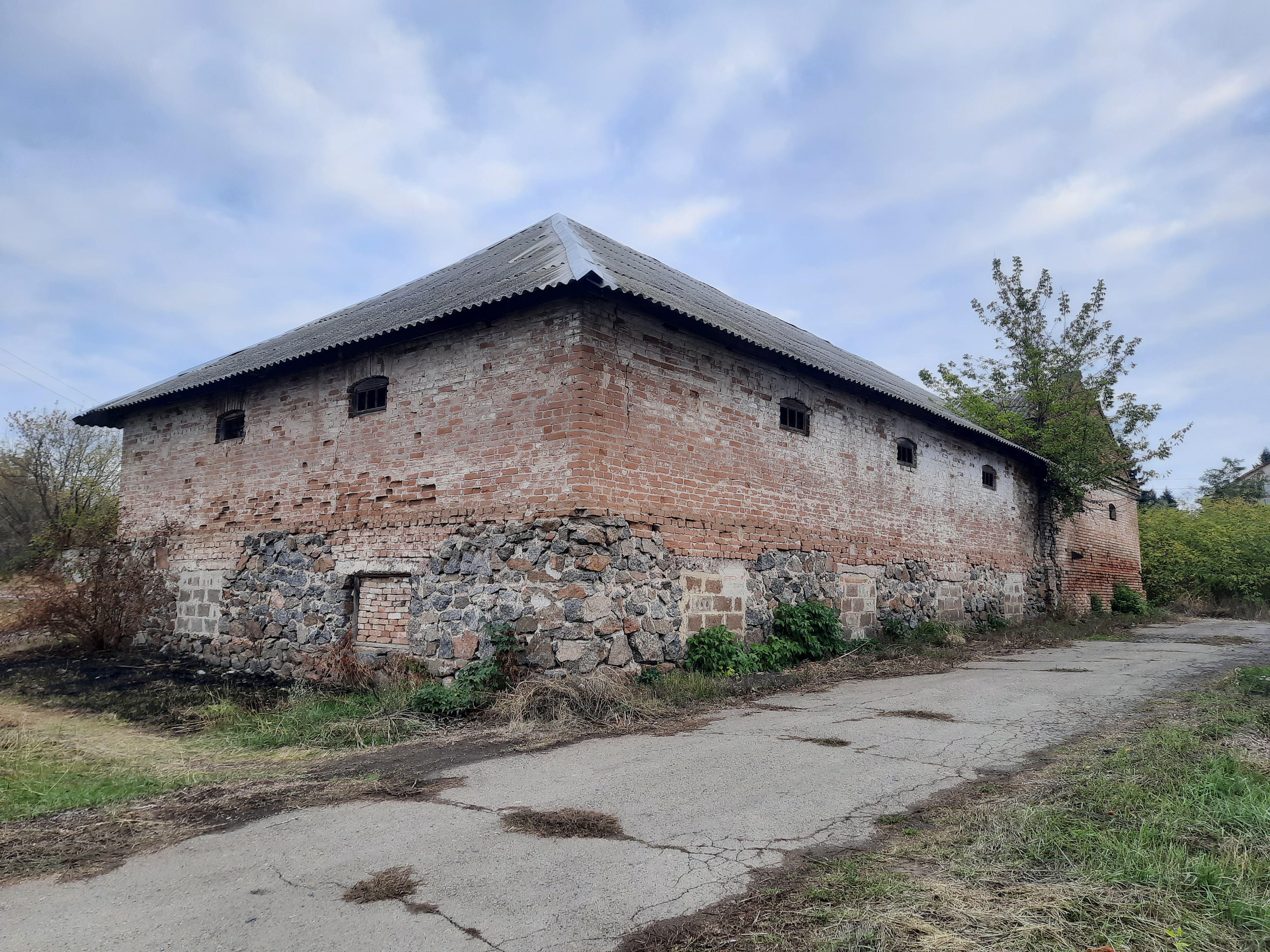
Економія К.Г.Ошкала. Стайня
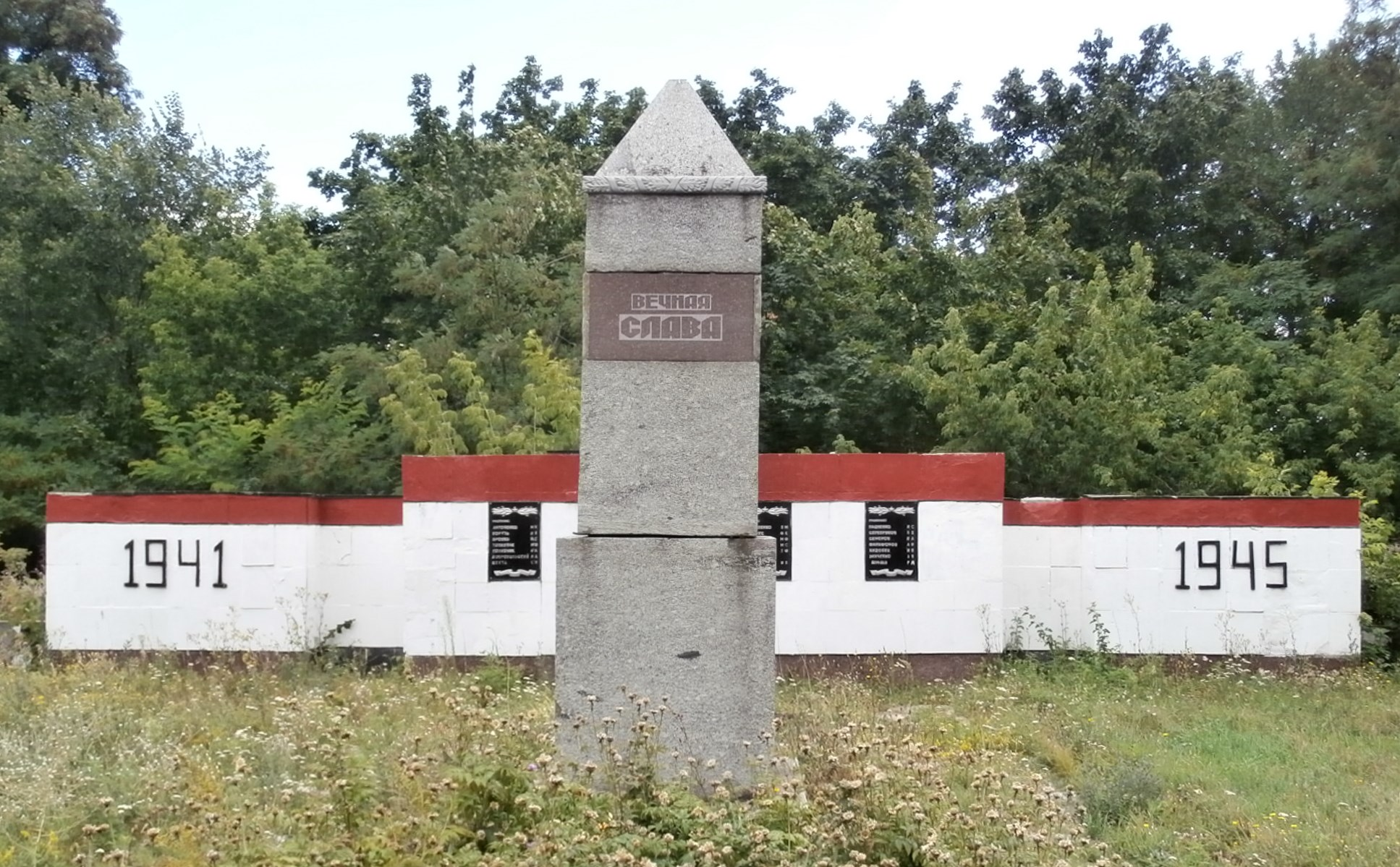
Могили воїнів Червоної Армії, загиблих в 1943-1944 роках у Другій Світовій війні
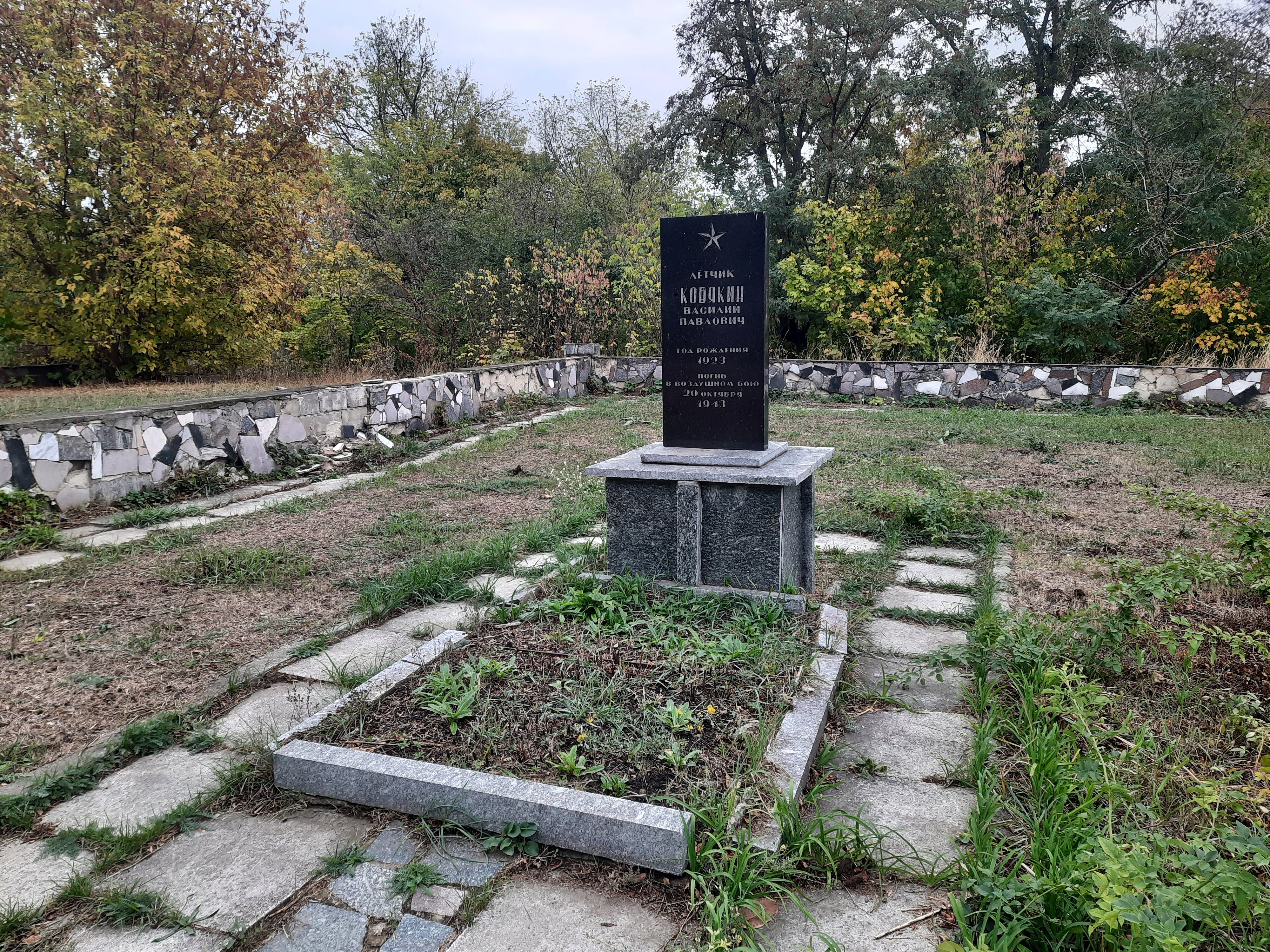
Пам'ятник на могилі В.П.Кобякіна
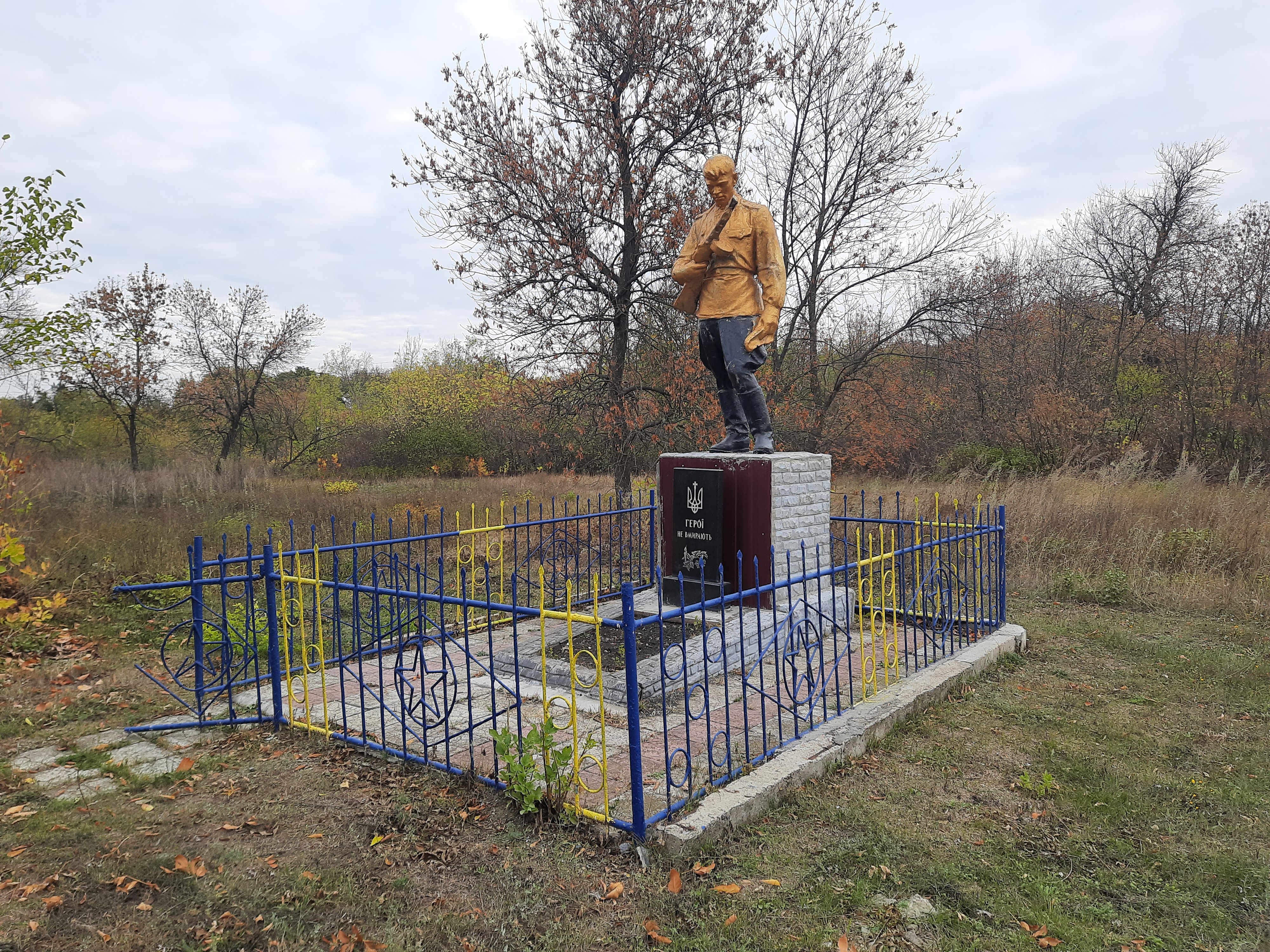
Пам'ятник воїнам в Івашинівці
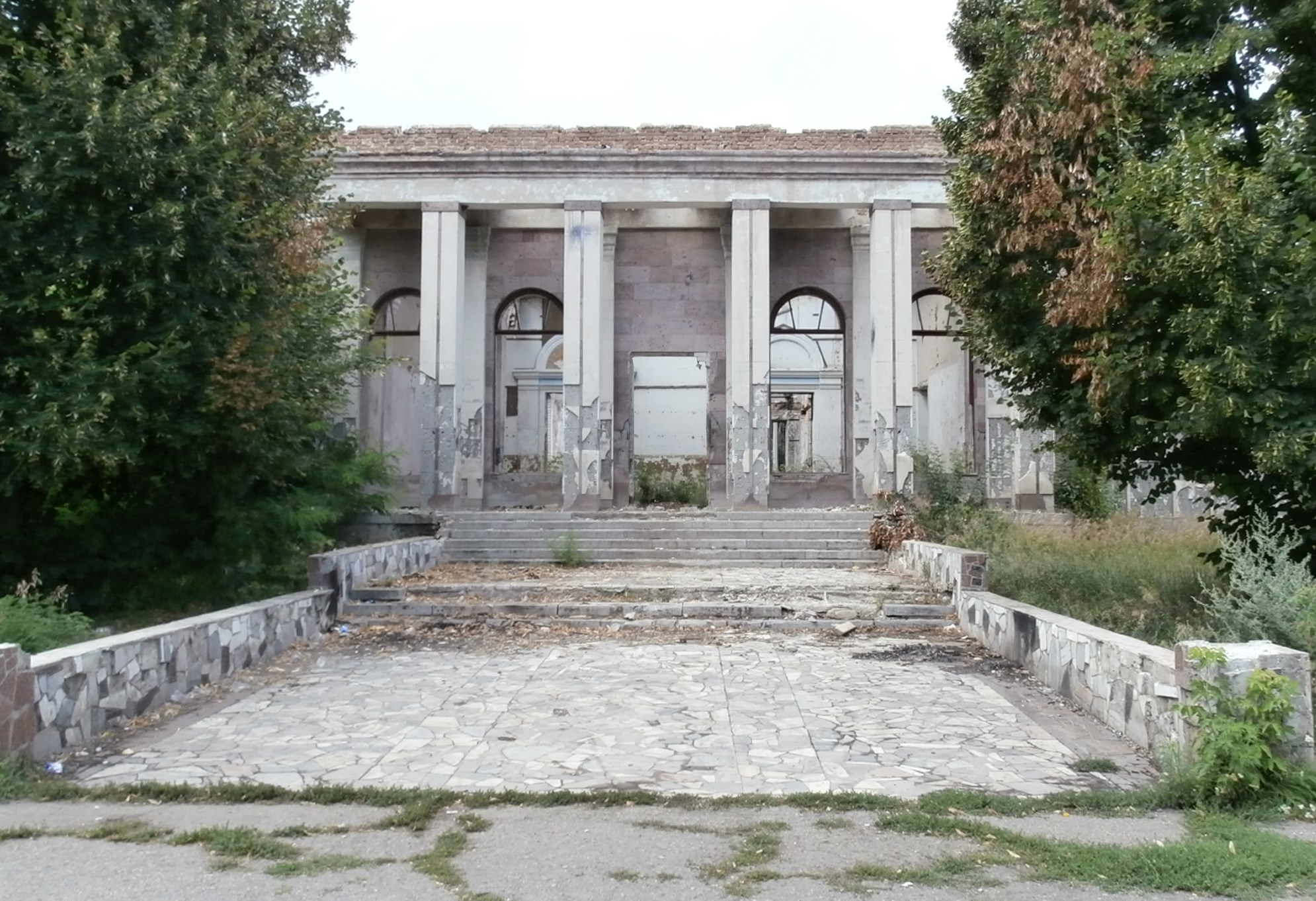
Руїни Будинку культури

## Галерея

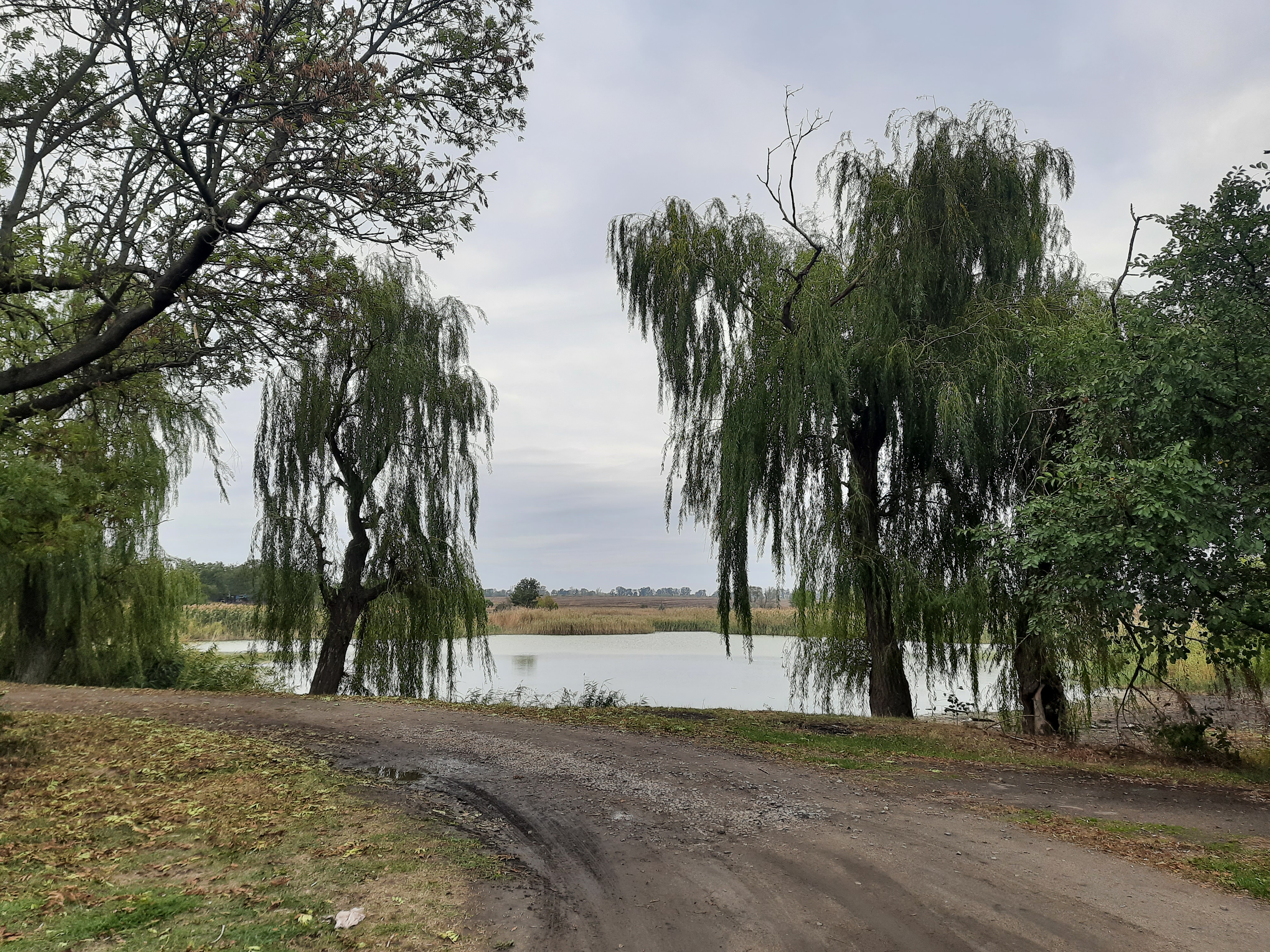
На березі ставка
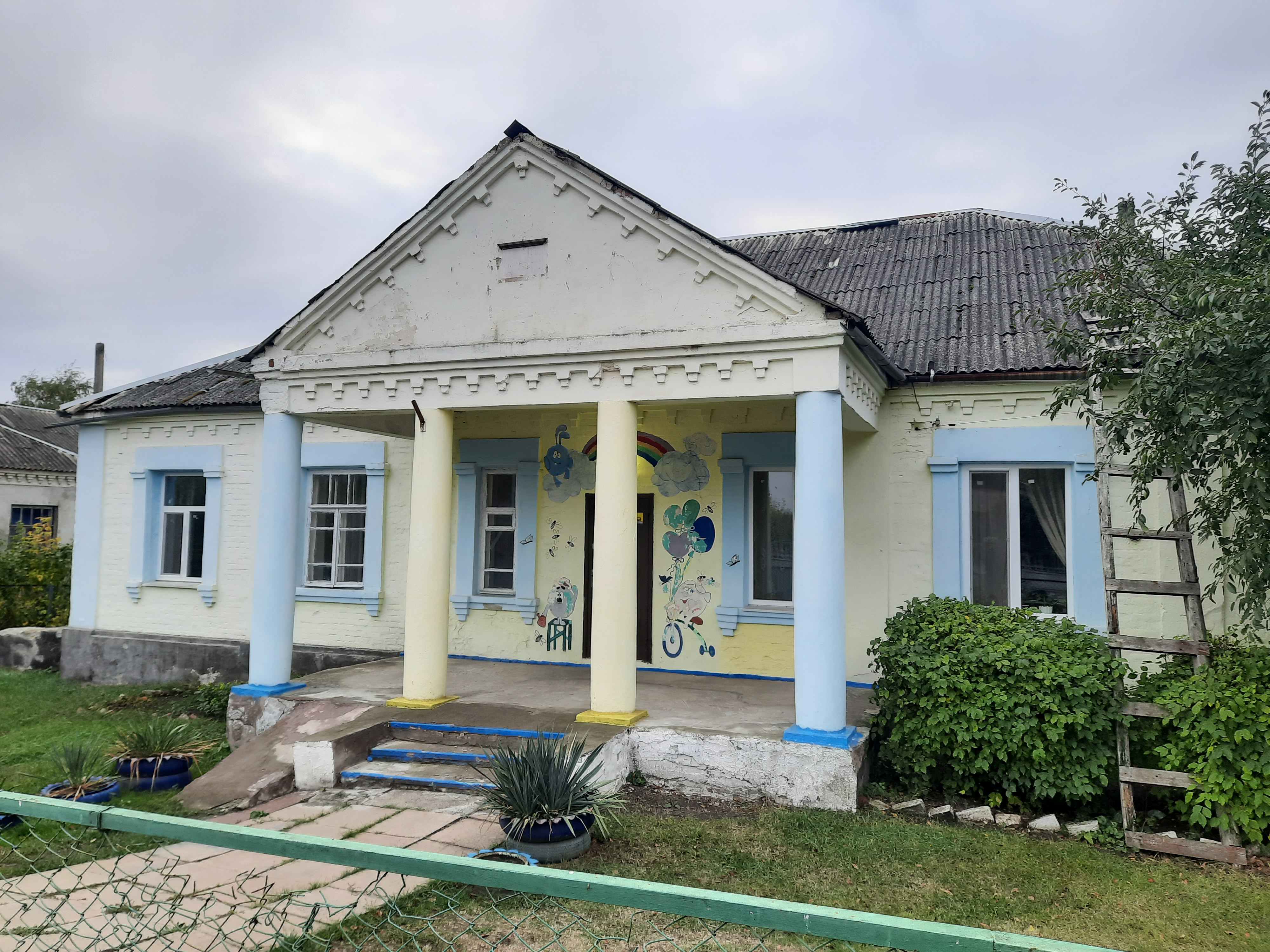
Дитячий садок
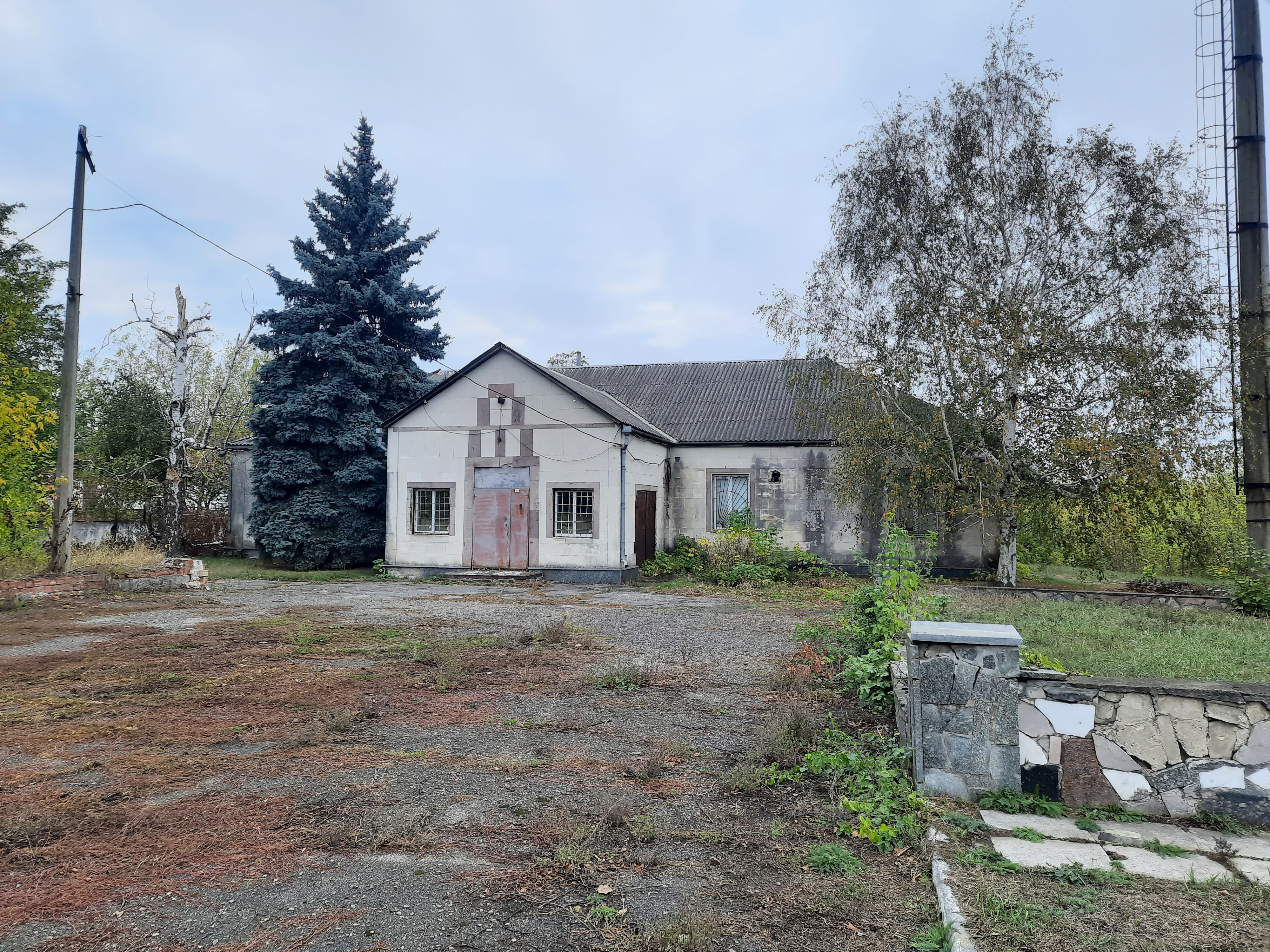
Колишня контора радгоспу
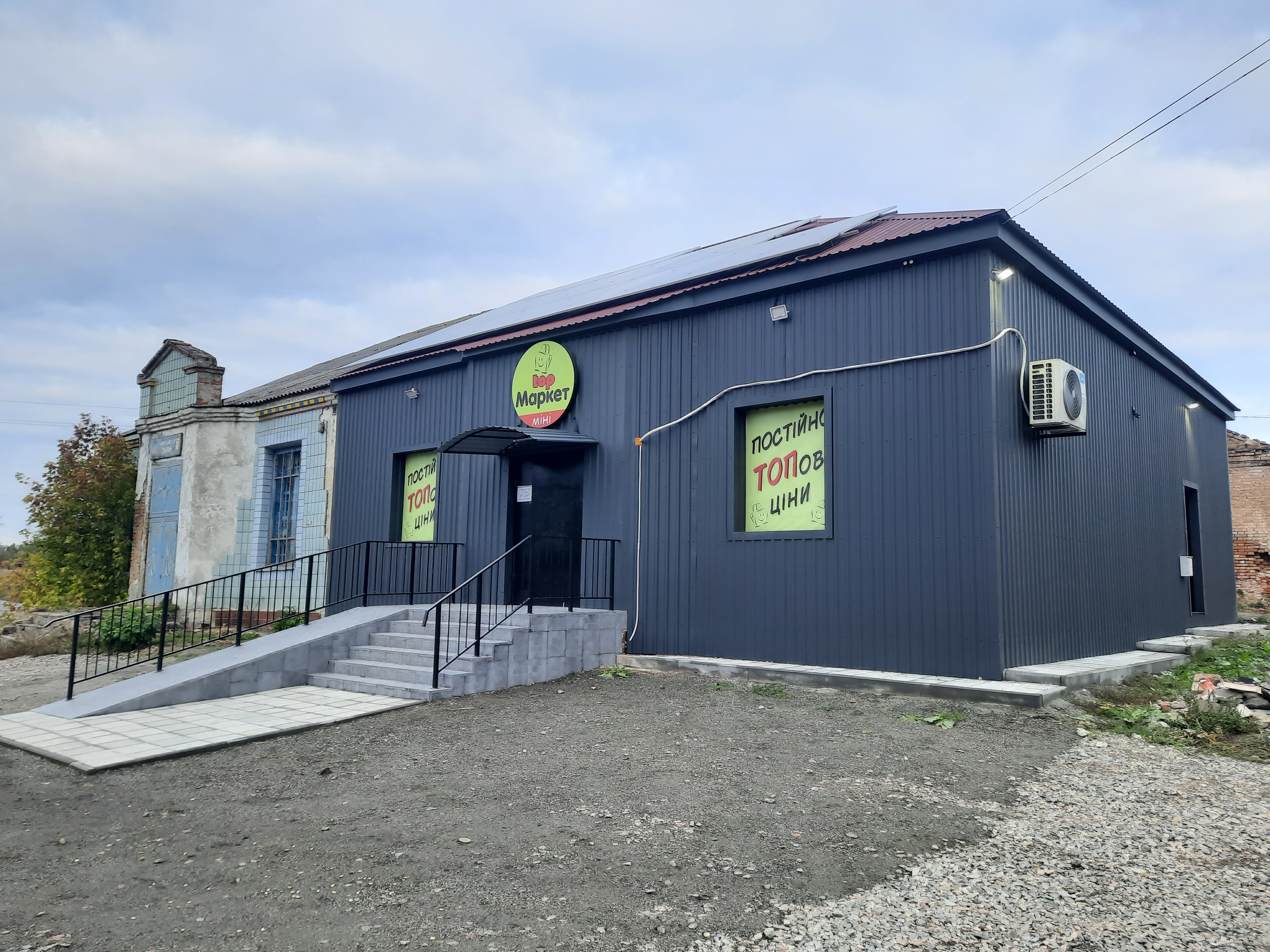
Крамниці